# کیرنسک
شهر کیرنسک (به روسی: Киренск) در کشور روسیه و در اوبلاست ایرکوتسک واقع شده‌است.